# 佐倉としたい大西
『佐倉としたい大西』（さくらとしたいおおにし）は、2016年4月9日から2023年3月28日まで文化放送 超!A&G+で放送されていた簡易動画付きラジオ番組。音泉では音声のみで配信されている。番組のスポンサーはセブンネットショッピング（第339回 - 第365回）。

## 番組概要
2016年4月の番組編成変更に際して、文化放送超!A&G+と音泉とのコラボ企画として始まったインターネットラジオ番組であり、人見知りである佐倉と、そんな彼女に気がねなくもっと話そうと接近する大西とが今以上に仲良くなるための、そして自分たちの「したい」という願いを叶えていく欲望まみれの願望追求型のバラエティ番組である。
番組が始まったきっかけは、大西沙織がある日の仕事終わりに自身の所属する芸能事務所、アイムエンタープライズの先輩（当時）であり、何度か共演したことから多少なりとも面識があるものの仲が良いとは言えない佐倉綾音に対し、突発的に「もっと仲良くなりたいから」と急接近したことであった。その後プライベートの食事会において、大西が佐倉に対し「3回で良いから一緒にラジオ番組がしたい」と持ちかけ、さらに大西がその旨を複数の番組で発言していた。自身の冠ラジオ番組『矢作・佐倉のちょっとお時間よろしいですか』が終了していた佐倉に、同じ事務所の後輩とラジオをする企画が立ち上がった。佐倉が「誰とラジオをしたい？」とマネージャーに聞かれてこの大西のお願いを思い出して正式にラジオ番組としてスタートした。
第14回放送分よりセブン&アイ・ホールディングスが番組スポンサーとなり、第40回放送分より番組タイトルの頭に「セブン-イレブン presents」が付くようになった。それに従い、セブン-イレブンの各種商品が画面内に映り込むようになると共にその宣伝が番組中に行われたり、放送中に流れるCMの時間が徐々に延びていったりしたが、番組内容そのものに特段の変化は生じていない。
2017年3月15日に発表された第3回アニラジアワードにおいて、放送開始より1年を経過していない段階ながら「BEST CREATIVE RADIO 企画ラジオ賞（新人部門）」および「RADIO OF THE YEAR 最優秀ラジオ大賞」を受賞した。
2018年3月8日に発表された第4回アニラジアワードにおいては、「BEST FEMALE RADIO 最優秀女性ラジオ賞（一般部門）」に加え、2年連続で「RADIO OF THE YEAR 最優秀ラジオ大賞」を受賞した。2年連続受賞となったため殿堂入りとなった。

## 番組の終焉
2022年9月27日放送分（第339回）からセブン&アイ・ホールディングスのスポンサー契約が終了したのに伴い、番組タイトルからセブンイレブンpresentsが消えた。
2023年2月21日放送分（第360回）において、同年3月28日をもって番組が終了することが発表された。
同年3月28日放送分（第365回）の放送をもって終了。7年の放送に幕を降ろした。最終回において、同年8月13日「RaiBoc Hall（レイボックホール）」にて昼夜の最終回記念イベントが告知された。このため次週より音泉にてイベント開催までの期間に隔週で過去回のセレクト配信をする事になった。
同年4月4日、音泉にてアーカイブ配信を開始。1回目のアーカイブ更新は第1回の2016年4月9日放送分。
同年6月9日、前述8月13日に予定されていたイベントが中止されることが発表された。

## パーソナリティ
- 佐倉綾音
- 大西沙織

## ゲスト
- 第46回（2017年2月14日）日笠陽子[注 8]
- 第47回（2017年2月21日）日笠陽子[注 8]
- 第59回（2017年5月16日）水瀬いのり[注 9]
- 第60回（2017年5月23日）水瀬いのり[注 9]
- 第157回（2019年4月2日）東山奈央
- 第226回（2020年7月28日）Vanessa
- 第304・305回（2022年1月25日・2月1日）Machico
- 第344回（2022年11月1日）こーちゃん[注 10][注 11]
- 第345回（2022年11月8日）Vanessa[注 11]

正式なゲストではないが、163回（2019年5月14日）に佐倉の友人（こーちゃん）が「番組見学」の名目で番組に呼ばれている。

## 放送時間
- 文化放送 超!A&G+
  - 2017年1月3日（第40回） - 2023年3月28日（第365回）
毎週火曜日 23:30 - 24:00（本放送）　
毎週水曜日 11:30 - 12:00（リピート放送）
毎週土曜日 12:30 - 13:00（リピート放送,2021年4月3日 - ）
  - 2016年4月9日（第1回） - 2016年12月31日（第39回）
毎週土曜日 19:30 - 20:00（リピート放送は無し）
- 音泉
  - 2023年4月4日（番組終了後） - 
隔週火曜日 24:00より、過去に配信された当番組（音声のみ、反省会付き）のアーカイブ配信[注 1]。
  - 2017年1月3日（第40回） - 2023年3月28日（第365回）
毎週火曜日 24:00より、音声のみの本編に加えて反省会が付いたアーカイブ配信[注 1]。
  - 2016年4月9日（第1回） - 2016年12月31日（第39回）
毎週土曜日 20:00より、音声のみの本編に加えて反省会が付いたアーカイブ配信[注 1]。

## テーマソング

### オープニング
本編
- 空気読めよ! / DOVA-SYNDROME（第1回 - 第68回）
- Radio time predator / 佐倉としたい大西（佐倉綾音・大西沙織） （第69回 - 第365回）

音泉限定反省会
- お気楽 / DOVA-SYNDROME（第1回 - 第365回）

### エンディング
本編
- 手紙 / DOVA-SYNDROME（第1回 - 第365回）

音泉限定反省会
- 小人たちのおもちゃ工場 パート2 / DOVA-SYNDROME（第1回 - 第365回）

## コーナー
当項目では最終回まで実施されていた、または終了発表がされなかったコーナーを記載する。
ホニャララしたい
パーソナリティの二人やスタッフが「やりたいこと」をするコーナー。各回、パーティーゲームなど何かしらの企画を行っている。
AとしたいB
番組のリスナーよりアイデアが寄せられた実験的なコーナー。番組タイトルにあやかり、「Aに入る人物名」および「Bに入る行動」をそれぞれリスナーから募集し、佐倉と大西が片方ずつ引いて文章を作り、本来ありえないであろう組み合わせをもとにトークを行う。
あやねるが入室しました！
佐倉ととても仲良しで、たまに収録現場にふらっとやってくる不思議な女の子「あやねる」の生態を探していくコーナー。「こんなあやねるを見ました」「あやねるってきっとこんな子だと思います」といった情報をリスナーから募集し、そんな「あやねる」についてトークを行う。
第1回放送分より始まっていた大西についてのコーナーである「大西モールス信号」に対し、こちらは放送開始より1年以上を経た第55回放送分からようやく始まった佐倉についてのコーナーであるが、この中においては『「佐倉綾音」と「あやねる」は別人』ということになっている。
また、このコーナーの開始後より、他のコーナーなどの最中にも「あやねる」が出現するようになり、「さおりん」なるキャラクターも時折現れるようになった。
今回の予告写真
毎回放送日の前日にTwitterに挙がる予告写真にスポットを当てたコーナー。
こんな放送になるに違いない！だから予告写真はこうなりますという予測を募集し、紹介した中から実際に1人を選んで、本編とは関係なくリスナーの予想した予告写真がアップされる。第105回放送分よりスタート。
反省会
音泉で配信されるアーカイブ放送でのみ聴くことの出来る本編の反省会。
本編においてオープニングトークや1通目のメールに対するトークがやたらと盛り上がることで放送時間を消費してしまい、結果的にリスナーから送られたメールをほとんど読めないという事態が頻発しており、そのことを毎回反省した結果、実質的には「ふつおたコーナー」と化すことが多い。

### 途中終了したコーナー
大西モールス信号
大西が口で発する「モールス信号」のような音が、実際には何を言っているのかをリスナーが当てるゲーム。的中させるとパーソナリティの二人のサインが入った番組オリジナルのノベルティーであるステッカーが郵送される。
毎回数百通のメールが寄せられるものの、正解者数は毎回数名から10名程度であるが、回によっては0名であることや数十人に及ぶこともある。
また一言一句的中させたリスナーがいなかった場合でも、意味合いが的中していれば微妙に表現が違ったり助詞が異なったりといった程度のズレは許容されて正解扱いになることがある。
第1回放送分より行われ、一部の番組グッズにモールス信号の符丁のデザインが用いられるなどの存在感を発揮していたが、第91回放送分をもって終了した。
ロンリーホーム不動産
佐倉と大西がその設立を計画している「女性声優ロンリーホーム」を、よりリアルなものとして妄想するために、「この物件、ロンリーホームとして最適なんじゃないですか？」といった具合で、実際にある物件情報をリスナーより募り、提案された物件の詳細や間取りをもとに計画の妄想を進めていくコーナー。第79回放送分よりスタート。
2人が勝手に引き込んでいるだけで当の本人に入居する気のない者から自ら進んで入居しようとしている者まで、入居予定者が多数いるため、基本的に部屋の数がその分多い広めの物件が取り上げられる。
東山奈央がゲスト出演した第157回放送分をもって終了した。
大西事件簿
常に何かしらのハプニングを起こす日常クライシスガールの大西の日常から起こった「事件」の内容を、大西本人から語られるヒントをもとにリスナーが当てるゲーム。第92回放送分よりスタート。第209回放送分をもって終了。
正解者には番組オリジナルステッカーがプレゼントされ、正解者が多数いた場合は抽選となる。また、珍解決をしたリスナーに対してもステッカーがプレゼントされることがある。
なお、このステッカーは後述の大西モールス信号のそれと同一であり、実質的に後継コーナーであった。
いつものコーナーシーズン○
セブンイレブンの商品やキャンペーン等を紹介するコーナー。2022年3月、シーズン5で終了した。

## イベント
佐倉としたい大西〜中野四丁目加隈としたい佐倉としたい大西〜
- 開催日 - 2016年11月27日
- 会場 - 中野サンプラザ
- ゲスト - 加隈亜衣、水瀬いのり（事前に録音した音声での出演）

インターネットラジオステーション＜音泉＞祭り 2017冬 佐倉としたい大西＋＜音泉＞新番組祭り！
- 開催日 - 2017年2月19日
- 会場 - よみうりランド

佐倉としたい大西としたい明治大学
- 開催日 - 2017年11月4日
- 会場 - 明治大学 和泉校舎 第1校舎 211番教室

A&Gオールスター2017
- 開催日：2017年11月19日
- 会場：パシフィコ横浜国立大ホール

佐倉としたい大西 EVENT TOUR 2018 TOKYO←OSAKA
- 開催日 - 2018年12月2日（大阪）/ 2018年12月9日（東京）
- 会場 - 大阪新歌舞伎座（大阪）/ グランドプリンスホテル新高輪「飛天」（東京）
- ゲスト - 加隈亜衣（大阪）/ 日高里菜（東京）

佐倉としたい大西 女子会イベント〜Toshitai Girls Collection
- 開催日 - 2020年1月12日
- 会場 - 大手町サンケイプラザ

佐倉としたい大西〜渋谷であなたとしたいバレンタイン
- 開催日 - 2021年2月14日
- 会場 - LINE CUBE SHIBUYA
- ゲスト - 加隈亜衣、髙橋ミナミ

## グッズ
| 販売日   | グッズ名                                                                                 | 備考 |
| 2016年   | 2016年                                                                                   | 2016年 |
| -------- | ---------------------------------------------------------------------------------------- | --- |
| 非売品   | としたいステッカー                                                                       | 番組ノベルティグッズ（大西モールス信号・大西事件簿の賞品） |
| 8月12日  | 佐倉としたい大西Tシャツ（バニラホワイト）                                                | コミックマーケット90にて会場販売。音mart、超!A&Gショップにおいても販売。                                                                                           |
| 9月3日   | 佐倉としたい大西Tシャツ（ブラウン）                                                      | セブン&アイ・ホールディングスとのコラボグッズとしてセブンネットショッピングにて数量限定販売。                                                                      |
| 11月22日 | 佐倉としたい大西 缶バッジ付きトートバッグ                                                | セブン&アイ・ホールディングスとのコラボグッズ第2弾としてセブンネットショッピングにて期間限定販売。                                                                 |
| 11月27日 | マフラータオル                                                                           | 以下のグッズ6種は、イベント『佐倉としたい大西〜中野四丁目加隈としたい佐倉としたい大西〜』会場内販売。                                                              |
| 11月27日 | ラバーストラップ                                                                         | 2個セット |
| 11月27日 | 紅茶缶                                                                                   | ティーバッグ6種類入り |
| 11月27日 | ペアマグカップセット                                                                     | マグカップ2個と紅茶缶 |
| 11月27日 | パーカー                                                                                 | サイズ：S / M / L / XL |
| 11月27日 | スタジアムジャンパー                                                                     | サイズ：S / M / L / XL |
| 2017年   |                                                                                          | |
| 3月16日  | 佐倉としたい大西 スクールカレンダー                                                      | セブン&アイ・ホールディングスとのコラボグッズ第3弾としてセブンネットショッピングにて期間限定販売。                                                                 |
| 7月12日  | 佐倉としたい大西 nanacoカード付きオリジナルボールペン2本セット                           | nanaco10周年を記念した、パーソナリティ二人の写真があしらわれた番組オリジナルnanacoカード。                                                                         |
| 11月19日 | バスタオル                                                                               | イベント『A&Gオールスター2017』会場内販売。 |
| 2018年   |                                                                                          | |
| 2月23日  | 佐倉としたい大西×NEW ERA コラボレーションキャップ                                        | アメリカのヘッドウェアブランド「ニューエラ」とのコラボグッズ第1弾としてセブンネットショッピングにて限定販売。                                                      |
| 3月7日   | セブン-イレブン presents 佐倉としたい大西 DVD ロンリーホーム探しの旅〜THIS 伊豆 伊東！〜 | 佐倉としたい大西関連では初の映像作品。2枚組で発売された。 |
| 8月30日  | 佐倉としたい大西 NEW ERAコラボレーションバッグ                                           | アメリカのブランド「ニューエラ」とのコラボグッズ第2弾としてセブンネットショッピングにて限定販売。                                                                  |
| 12月2日  | ツアーパンフレット（CD付き）                                                             | 以下のグッズ9種は、イベント『佐倉としたい大西 EVENT TOUR 2018 TOKYO←OSAKA』会場内販売。                                                                            |
| 12月2日  | イベントドレスコードTシャツ                                                              | |
| 12月2日  | レザージャケット                                                                         | |
| 12月2日  | ツアーバッグセット                                                                       | ミニトート&巾着 |
| 12月2日  | キャンディー 缶入り                                                                      | ミニステッカー3種付き |
| 12月2日  | キャンディー 袋入り                                                                      | ミニステッカー付き |
| 12月2日  | モバイルバッテリー 大阪バージョン                                                        | 大阪公演限定 |
| 12月2日  | マフラータオル 大阪バージョン                                                            | 大阪公演限定 |
| 12月9日  | モバイルバッテリー 東京バージョン                                                        | 東京公演限定 |
| 12月9日  | マフラータオル 東京バージョン                                                            | 東京公演限定 |
| 2019年   |                                                                                          | |
| 3月6日   | セブン-イレブン presents 佐倉としたい大西 DVD in 沖縄                                    | 映像作品第2弾。2枚組で発売。 |
| 5月1日   | としたいフレグランス                                                                     | フレグランスメーカー「大香」とのコラボグッズ。 |
| 2020年   |                                                                                          | |
| 1月15日  | としたいマスクセット                                                                     | |
| 4月10日  | としたイヤホン                                                                           | 数量限定生産。パイオニアの『SE-C7BT』をベースに、佐倉としたい大西のオリジナルデザインを施したイヤホン。                                                            |
| 4月30日  | セブン-イレブン presents 佐倉としたい大西 DVD in 北海道 Death Venture Drive              | 映像作品第3弾。初回生産封入特典に、番組収録見学会抽選参加応募券が封入され、セブンネットショッピング限定特典としてロケ地マップも同時に封入。                        |
| 2022年   |                                                                                          | |
| 1月13日  | オリジナルブランケット                                                                   | |
| 2月18日  | NEW ERAオーバーサイズド Tシャツ                                                          | アメリカのブランド「ニューエラ」とのコラボグッズ第5弾。BLACKとWHITEの2色がある。                                                                                   |
| 3月14日  | セブンーイレブンpresents佐倉したい大西DVD ～占い7としたいサミット                        | 映像作品第4弾。オーディオコメンタリーDVDを含め、番組史上初の3枚組。オーディオコメンタリーはセブンネットショッピング限定版（TypeA）とA&Gショップ版(TypeB)で異なる。 |
| 7月14日  | 岡勇一先生描き下ろしぬいぐるみ                                                           | |
| 12月6日  | ノーズケア                                                                               | |
| 2023年   |                                                                                          | |
| 3月18日  | トラベルケアセット                                                                       | |
| 4月18日  | ステンレスサーモタンブラー                                                               | |
| 4月30日  | スマホストラップ                                                                         | |
| 5月10日  | 佐倉としたい大西DVD～セブンイヤートリップ～                                              | 映像作品第5弾。 |

## ディスコグラフィ

### Radio time predator
2017年7月20日発売。「佐倉としたい大西」番組テーマを収録したCDであり、事前の予約の段階ではセブンネットショッピングのみの取り扱いだったが、発売後は文化放送「超!A&Gショップ」および音泉オフィシャルショップ「音mart」でも購入可能となっている。
現在は「超!A&Gショップ」と「音mart」では取り扱いが終了、「セブンネットショッピング」では在庫切れの状態が続いており、入手は困難な状態である。
サウンドプロデュースはQ-MHzが担当している。
カップリングは、セブン-イレブンのCMソングにも起用されているTHE TIMERSの「デイ・ドリーム・ビリーバー」のカバー。
収録曲
1. Radio time predator
  - 作詞・作曲：Q-MHz、編曲：Q-MHz・やしきん
2. デイ・ドリーム・ビリーバー
  - 作詞・作曲：John Stewart、日本語詞：ZERRY、編曲：Q-MHz
3. Radio time predator（Instrumental）
4. デイ・ドリーム・ビリーバー（Instrumental）

## 受賞歴
- 第3回アニラジアワード[4][5]
  - BEST CREATIVE RADIO 企画ラジオ賞（新人部門）
  - RADIO OF THE YEAR 最優秀ラジオ大賞
- 第4回アニラジアワード[6][7]
  - BEST FEMALE RADIO 最優秀女性ラジオ賞（一般部門）
  - RADIO OF THE YEAR 最優秀ラジオ大賞

## エピソード
- 2017年11月19日、A&Gオールスター2017にて行われた、「A&G TRIBAL RADIO エジソン」との番組対決に佐倉としたい大西が勝利し、その賞品として「エジソン」の番組乗っ取りが決定。実際に2017年12月16日に生放送された同番組の第142回放送分を乗っ取ったが、2時間の生放送の最中に本来のパーソナリティ（当時）である花江夏樹と日高里菜の両名にその任を返上した。
- 2018年3月3日に発表された第12回声優アワードにおいて、佐倉と大西の両名共、助演女優賞およびパーソナリティ賞をダブル受賞している。
- 2019年4月30日の第161回放送は、超!A&G+で放送された平成最後のラジオ番組となった。また放送終了後から元号が令和に変わるまでの約1分間のCM放送枠を、佐倉と大西の両名がジャックしてガールズトークを繰り広げた。
- 超!A&G+のCM枠で放送されている当番組の番宣CMは、2021年から「サザエさん」の次回予告をパロディ化した作りになっている。
- 2022年10月25日の第343回放送は、大西が体調不良により欠席したため、佐倉がかつて出演した「ラジオどっとあい 佐倉綾音のかけだし、さくら前線。」として放送（ジングルなど当時のものを使用）。